# Dacryodes patentinervia
Dacryodes patentinervia là một loài thực vật có hoa trong họ Burseraceae. Loài này được (Leenh.) P.S.Ashton mô tả khoa học đầu tiên năm 2002.